# Gle Lho Pusing
Gle Lho Pusing är ett berg i Indonesien.   Det ligger i provinsen Aceh, i den västra delen av landet, 1 800 km nordväst om huvudstaden Jakarta. Toppen på Gle Lho Pusing är 468 meter över havet, eller 66 meter över den omgivande terrängen. Bredden vid basen är 1,2 km.
Terrängen runt Gle Lho Pusing är kuperad åt sydost, men åt nordväst är den bergig. Runt Gle Lho Pusing är det glesbefolkat, med 9 invånare per kvadratkilometer. I omgivningarna runt Gle Lho Pusing växer i huvudsak städsegrön lövskog.